# Пховели
Пховели (груз. ფხოველი) — село в Грузии. Находится в Гурджаанском муниципалитете края Кахетия. Высота над уровнем моря составляет 820 метров. Население — 5 человека (2014).